# Storgrund, Eckerö
Storgrund är en ö i Eckerö på Åland. Den ligger 1 kilometer sydväst om Finbo. Omkring 600 meter i norr finns ön Orrskär, omkring 200 meter i öster finns skäret Mellangrund och vidare österut ön Södra Rönnskär.
Storgrunds area är 9,9 hektar och dess största längd är 0,6 kilometer i sydväst-nordöstlig riktning.